# Larak
Larak (sumersko 𒆷𒊏𒀝𒆠, latinizirano: LA-RA-AKKI)  je bil pomembno antično sumersko mesto.

## Zgodovina
Po Seznamu sumerskih kraljev je imel Larak nebeške kralje. Domneva se, da je stal ob kanalu I-Nina-Gena na Tigrisu. V »Objokovanju boginje Ningal« zaradi trpljenja Ura po okupaciji Elamitov leta 2003 pr. n. št. je omenjen tudi Larak, ki je bil dotlej verjetno pod oblastjo Naplanuma Larškega.

## Sklic
1. ↑  ETCSL. The Sumerian King List Arhivirano 2018-03-14 na Wayback Machine.. Pridobljeno 4. avgusta 2015.